# Generator (Foo Fighters)
Generator è un singolo del gruppo musicale statunitense Foo Fighters, pubblicato il 6 marzo 2000 come terzo estratto dal terzo album in studio There Is Nothing Left to Lose.

## Tracce
Testi e musiche dei Foo Fighters, eccetto dove indicato.
CD (Australia) – Exclusive Australian EP
1. Generator – 3:50
2. Learn to Fly (Live in Australia) – 4:06
3. Stacked Actors (Live in Australia) – 5:33
4. Breakout (Live) – 3:41
5. Enhanced CD ROM (Video) – 10:27

CD (Europa, Regno Unito)
1. Generator – 3:50
2. Ain't It the Life (Live Acoustic) – 4:46
3. Floaty (Live Acoustic) – 4:47 (Dave Grohl)
4. Fraternity (Bonus Track) – 3:39 – assente nell'edizione europea
5. Breakout (Live) – 3:41
6. Documentary (Video) – 10:27

7" (Regno Unito)
- Lato A

1. Generator – 3:48

- Lato B

1. Fraternity (Bonus Track) – 3:09

## Formazione
Gruppo
- Dave Grohl – voce, chitarra, batteria
- Nate Mendel – basso
- Taylor Hawkins – batteria

Produzione
- Adam Kasper – produzione, registrazione, missaggio
- Foo Fighters – produzione
- John Nelson – assistenza al missaggio
- Bob Ludwig – mastering

## Classifiche
| Classifica (2000)          | Posizione massima |
| -------------------------- | ----------------- |
| Australia                  | 31                |
| Regno Unito                | 151               |
| Regno Unito (rock & metal) | 12                |